# St Paul's Deanery
St Paul's Deanery, också kallad Old Deanery och tidigare Deanery House, är en byggnad vid Deans Court i London i Storbritannien. Den ritades oktober 1669, förmodligen av Edward Woodroofe. Tidigare har det antagits att byggnadens arkitekt var Christopher Wren. Bygget pågick 1672–1673.
Fram till slutet av 1970-talet var Old Deanery tjänstebostad åt dekanen (engelska: dean) vid Sankt Paulskatedralen. Åren 1981–1992 användes byggnaden som en banks huvudkontor. Under denna tid ändrades källaren i syfte att förstärka byggnaden. Efter dess tid som huvudkontor var byggnaden oanvänd fram till 1996, då biskopen av London flyttade in. Biskopen lät renovera vindsvåningen samma år för att skapa en lägenhet. Biskopen och andra ur stiftskansliet har sitt kontor i byggnaden. Byggnaden är sedan 4 januari 1950 kulturmärkt som en grade I listed building.